# Неприручений (фільм)
Неприручений (англ. Untamed) — американська драма режисера Джека Конуея 1929 року.

## Сюжет
Після вбивства багатого батька-нафтовика Бінго, яка виросла в нетрях Південної Америки, успадковує його компанію. Її опікуни Бен і Говард відправляють Бінго в Нью-Йорк для культурного розвитку; по дорозі туди вона зустрічає чудового, але небагатого Енді. Він говорить їй, що не зміг би жити за її рахунок, і тому залишається з Маджорі. Нецивілізована Бінго, яка звикла рішуче відповідати на кожну образу, стріляє Енді в руку. І тепер він згоден на ній одружитися.

## У ролях
- Джоан Кроуфорд — Бінго
- Роберт Монтгомері — Енді
- Ернест Торренс — Бен Марчісон
- Голмс Герберт — Говард Преслі
- Джон Мільян — Беннок
- Гвен Лі — Маджорі
- Едвард Наджент — Пол
- Дон Террі — Грегг
- Гертруда Естор — місіс Мейсон